# Смольное (Гомельская область)
Смольное (бел. Смольнае) — деревня в Дворецком сельсовете Рогачёвского района Гомельской области Беларуси.

## География

### Расположение
В 20 км на запад от районного центра и железнодорожной станции Рогачёв (на линии Могилёв — Жлобин), 141 км от Гомеля.

## Транспортная сеть
На автодороге Бобруйск — Гомель. Планировка состоит из прямолинейной короткой улицы, близкой к широтной ориентации и застроенной двусторонне, деревянными усадьбами.

## История
По письменным источникам известна с XIX века как селение в Тихиничской волости Рогачёвского уезда Могилёвской губернии. В 1909 году фольварк, 47 десятин земли. В 1925 году в Дворецком сельсовете Рогачёвского района Бобруйского округа. В 1931 году жители вступили в колхоз. Согласно переписи 1959 года в составе совхоза «Дворец» (центр — деревня Дворец).

## Население

### Численность
- 2004 год — 14 хозяйств, 20 жителей.

### Динамика
- 1909 год — 10 жителей.
- 1925 год — 8 дворов.
- 1959 год — 68 жителей (согласно переписи).
- 2004 год — 14 хозяйств, 20 жителей.